# Преобразование Титце
В теории групп преобразования Титце используются для преобразования исходного задания группы в другое, часто более простое задание той же самой группы.  Преобразования названы именем Генриха Титце, предложившего их в статье 1908 года.
Задание группы осуществляется в терминах генераторов и соотношений. Формально говоря, задание группы  — это пара, состоящая из множества генераторов и множества слов из свободной группы над генераторами, которые рассматриваются как соотношения. Преобразования Титце строятся на элементарных шагах, каждое из которых очевидным образом переводит задание в задание изоморфной группы. В 1908 году Титце показал, что из исходного задания для группы G можно получить любое другое задание повторным применением четырёх видов преобразований, представленных ниже.

## Добавление соотношения
Если соотношение может быть выведено из существующих соотношений, то их можно добавить к заданию без изменения группы.  Пусть G=〈 x | x3=1 〉— это конечное задание циклической группы порядка 3.  Умножив обе стороны соотношения  x3=1 на x3, мы получим x6 =  x3 = 1, так что x6 = 1 выводимо из x3=1.  Тогда G=〈 x | x3=1, x6=1 〉является другим заданием той же самой группы.

## Удаление соотношения
Если соотношение может быть выведено из других соотношений, его можно удалить из задания без изменения группы.  В задании G = 〈 x | x3 = 1, x6 = 1 〉соотношение  x6 = 1 может быть получено из x3 = 1, так что его можно удалить.  Заметим, однако, что если удалить соотношение x3 = 1 из задания группы, задание G = 〈 x | x6 = 1 〉 определяет циклическую группу порядка 6 и уже не задаёт ту же самую группу. Следует быть осторожными и удалять соотношение только в том случае, когда его можно вывести из оставшихся соотношений.

## Добавление генератора
Если дано задание группы, можно добавить новый генератор, который выражается как слово в исходных генераторах.  Начиная с задания G = 〈 x | x3 = 1 〉 и устанавливая y = x2, получим новое задание G = 〈 x,y | x3 = 1, y = x2 〉 , определяющее ту же самую группу.

## Удаление генератора
Если соотношение имеет вид p = V, где p — генератор, а V слово, в которое p не входит, генератор можно удалить. При этом все вхождения p в другие слова следует заменить на V.  Задание элементарной абелевой группы порядка 4, G=〈 x,y,z | x = yz, y2=1, z2=1, x=x−1 〉 может быть заменено на G = 〈 y,z | y2 = 1, z2 = 1, (yz) = (yz)−1 〉 путём удаления  x.

## Примеры
Пусть G = 〈 x,y | x3 = 1, y2 = 1, (xy)2 = 1 〉— задание симметрической группы степени три.  Генератор x соответствует перестановке (1,2,3), а генератор y — перестановке (2,3).  Используя преобразования Титце, можно перевести это задание в G = 〈 y, z | (zy)3 = 1, y2 = 1, z2 = 1 〉, где z соответствует перестановке (1,2).
| G = 〈 x,y \| x3 = 1, y2 = 1, (xy)2 = 1 〉           | (начальное состояние)                                    |
| G = 〈 x,y,z\| x3 = 1, y2 = 1, (xy)2 = 1, z = xy 〉  | Правило 3 — добавляем генератор z                        |
| G = 〈 x,y,z \| x3 = 1, y2 = 1, (xy)2 = 1, x = zy 〉 | Правила 1 и 2 — добавляем x = zy−1 = zy и удаляем z = xy |
| G = 〈 y,z \| (zy)3 = 1, y2 = 1, z2 = 1 〉           | Правило 4 – удаляем генератор x                          |